# Sabicea neglecta
Sabicea neglecta là một loài thực vật có hoa trong họ Thiến thảo. Loài này được Hepper miêu tả khoa học đầu tiên năm 1960.